# Crkva sv. Jakova u Trogiru
Crkva sv. Jakova je rimokatolička crkva u Trogiru, na adresi Trg sv. Jakova.

## Opis
Župna crkva Sv. Jakova na Čiovu u Trogiru jednobrodna je građevina s baroknim portalom na pročelju, rozetom i preslicom na dva luka, orijentirana istok-zapad. Sagradio ju je na mjestu starije crkvice 1708. Petar Nutizio. Građena je pravilno klesanim kamenom, a u unutrašnjosti je ožbukana. Ima dvostređni krov pokriven kupom kanalicom. Na bočnim pročeljima otvorena je ovalnim prozorima s ukrasnom profilacijom. Glavni je oltar posvećen sv. Križu, sjeverni sv. Ivanu Trogirskom, a južni Gospi.

## Zaštita
Pod oznakom Z-4378 zavedena je kao nepokretno kulturno dobro - pojedinačno, pravna statusa zaštićena kulturnog dobra, klasificirano kao "sakralna graditeljska baština".

## Vanjske poveznice
|  | Zajednički poslužitelj ima još gradiva o temi Crkva sv. Jakova u Trogiru |